# Megalopolis (fornlämning i Grekland)
Megalopolis är en fornlämning i Grekland.   Den ligger i prefekturen Arkadien och regionen Peloponnesos, i den södra delen av landet, 150 km väster om huvudstaden Aten. Megalopolis ligger 400 meter över havet.
Terrängen runt Megalopolis är kuperad norrut, men söderut är den platt. Runt Megalopolis är det glesbefolkat, med 14 invånare per kvadratkilometer. Närmaste större samhälle är Megalópoli, 2,0 km sydost om Megalopolis. 